# درون و بیرون (فیلم ۲۰۱۱)
درون و بیرون (انگلیسی: Inside Out) یک فیلم جنایی آمریکایی به کارگردانی آرتی مندلبرگ می‌باشد که در سال ۲۰۱۱ منتشر شد.